# Pico Iyer
Pour les articles homonymes, voir Iyer (homonymie).
Œuvres principales
Les Chemins du Dalaï-Lama
Compléments
Raghavan N. Iyer (en) (son père); Nandini Iyer (sa mère); Hiroko Takeuchi (sa femme)
Pico Iyer (né le 11 février 1957 à Oxford) est un essayiste et écrivain né Britannique et d'ascendance indienne.

### Livre
- The Recovery of Innocence. (London: Concord Grove Press, juillet 1984.  (ISBN 0-88695-019-8)) A collection of essays about American literature, described on its cover as offering "Literary glimpses of the American dream". The lists of publications in Iyer's later books do not mention this book, which is not common; the Library of Congress has a copy.
- Video Night in Kathmandu: And Other Reports from the Not-so-Far East (avril 1988, hardback, juillet 1989; paperback) /  (ISBN 0-679-72216-5)
- The Lady and the Monk: Four Seasons in Kyoto (août 1991 /  (ISBN 0-679-40308-6); septembre 1991, hardback, octobre 1992; paperback /  (ISBN 0-679-73834-7))
- Falling off the Map: Some Lonely Places of the World (avril 1993 hardback, mai 1994 paperback /  (ISBN 0-679-74612-9))
- Cuba and the Night (avril 1995 hardback, avril 1996 paperback /  (ISBN 0-517-17267-4))
- Tropical Classical: Essays From Several Directions. (New York: Knopf, mai 1997.  (ISBN 0-679-45432-2) (hardback). Penguin, 1997.  (ISBN 0-14-027119-8) (paperback). Vintage, juin 1998.  (ISBN 0-679-77610-9) (paperback)) - Book reviews and essays on places, people, and other matters.
- Global Soul: Jet Lag, Shopping Malls, & the Search for Home (février 2000 hardback, avril 2001 paperback /  (ISBN 0-679-45433-0)) (L'Homme global, éditions Hoëbeke Collection "Grands voyageurs", traduction de Thierry Gillybœuf, 2006)
- Imagining Canada: An Outsider's Hope for a Global Future (janvier 2001 /  (ISBN 0-9694382-1-4)) - First Hart House lecture: full transcript
- Abandon: A Romance (février 2003 hardback, avril 2004 paperback /  (ISBN 1-4000-3085-4)) (Abandon, éditions Fayard, traduction de Thierry Gillybœuf, 2003)
- Sun after Dark: Flights into the Foreign (avril 2004 paperback, avril 2005 hardback /  (ISBN 0-375-41506-8))
- The Open Road: The Global Journey of the Fourteenth Dalai Lama (mars 2008 hardback /  (ISBN 0-307-26760-1)) Les Chemins du Dalaï-Lama, Albin Michel, 2011,  (ISBN 9782226219206),

### Revue littéraire
- "'A New Kind of Mongrel Fiction'" The New York Review of Books 54/11 (28 juin 2007) : 36-37, 40-41 [reviews Michael Ondaatje, Divisadero]